# Леніно (Ядринський район)
Ле́ніно (рос. Ленино, чув. Ленинкасси) — присілок у Чувашії Російської Федерації, у складі Ядринського сільського поселення Ядринського району.
Населення — 19 осіб (2010; 21 в 2002, 56 в 1979, 107 в 1939, 67 в 1926).

## Історія
Засновано 1926 року як селище Леніна, з 1940 року — статус присілка, селяни займались сільським господарством. 1927 року створено племінне господарство «Дружба», з 1929 року — сільськогосподарська артіль «Радіо». 1931 року разом із селом Янимово створено колгосп «Нове життя». До 1927 року у складі Малокарачкінської волості Ядринського повіту, після переходу 1927 року на райони — спочатку у складі Татаркасинського, з 1939 року — Сундирського, а з 1962 року — Ядринського районів.

## Господарство
У присілку діє спортивний майданчик.